# الحلة (قنا)
قرية الحلة هي إحدى القرى التابعة لمركز قوص في محافظة قنا في جمهورية مصر العربية. حسب إحصاءات سنة 2006، بلغ إجمالي السكان في الحلة 3040 نسمة، منهم 1492 رجل و1548 امرأة.